# Mamahira AC
El Mamahira AC es un equipo de fútbol de Malí que juega en la Segunda División de Malí, la segunda liga de fútbol más importante del país.

## Historia
Fue fundado en el año 1945 en la ciudad de Kati con el nombre JS Kati justo después de finalizar la Segunda Guerra Mundial, jugando su primer partido oficial un año más tarde en la capital Bamako. El 31 de julio de 1954, un grupo de viejos soldados liderados por Vincent Traoré decidieron cambiar el nombre del club por el de US Kati, aunque posteriormente lo cambiaron por Espoir, el cual tuvieron por algunos meses luego de regresar a su nombre original.
En los años 1990s cambiaron de nombre por el que tiene actualmente, nunca han ganado la Primera División de Malí, en la cual no juegan desde la temporada 2002, y nunca han ganado el título de copa a pesar de llegar a una final, en la cual fueron apaleados por el Stade Malien 0-5 en el 2001.
A nivel internacional han participado en 1 torneo continental, la Recopa Africana 2002, en la cual fueron eliminados en la Primera Ronda por el Alliance Bouaké de Costa de Marfil.

## Palmarés
- Copa de Malí: 0
  - Finalista: 1

2001
- Supercopa de Malí: 0
  - Finalista: 1

2001

## Participación en competiciones de la CAF
| Temporada | Torneo          | Ronda | Club            | Casa | Visita | Global |
| --------- | --------------- | ----- | --------------- | ---- | ------ | ------ |
| 2002      | Recopa Africana | 1     | Alliance Bouaké | 0-4  | 0-2    | 0-6    |